# Chlorophthalmus albatrossis
Chlorophthalmus albatrossis is een straalvinnige vissensoort uit de familie van groenogen (Chlorophthalmidae). De wetenschappelijke naam van de soort is voor het eerst geldig gepubliceerd in 1904 door Jordan & Starks.